# 1985年夏季ユニバーシアード

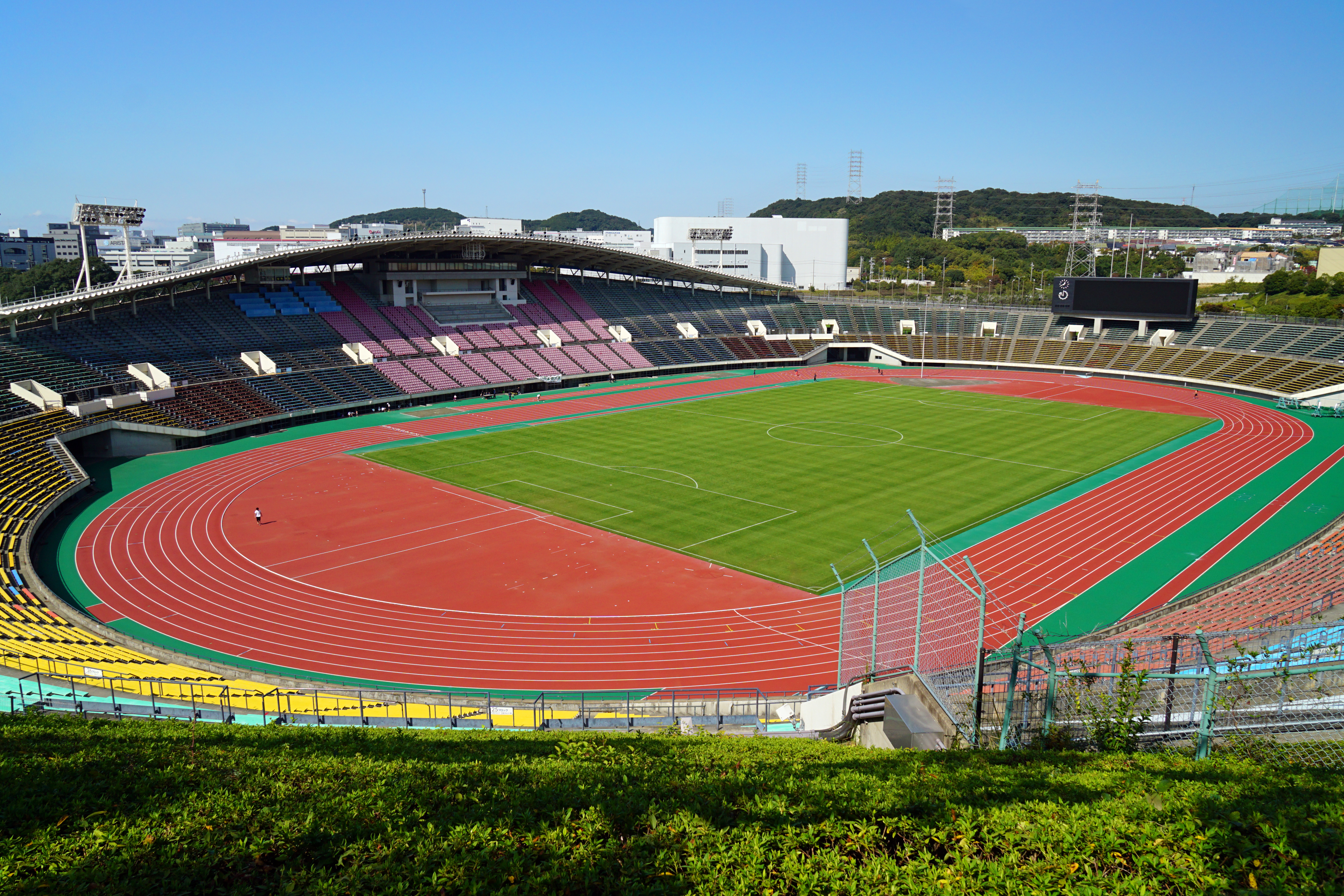
神戸総合運動公園ユニバー記念競技場

1985年夏季ユニバーシアード（XIII Summer Universiade）は1985年8月24日から9月4日まで、日本の神戸市で開催された第13回夏季ユニバーシアードである。

## 概要
テーマは「友好と平和」。メイン会場は神戸総合運動公園陸上競技場。大会事務総長は古橋廣之進が務めた。開会式には皇太子明仁親王・同妃美智子夫妻が出席した。106カ国、4,400人の選手・役員が参加し、10競技120種目で熱戦が行われた。地元日本からは選手団長帖佐寛章率いる大会史上最大の291人の選手が参加。また、神戸市及び近郊より、当時としては珍しく42,000人の市民がボランティアとして参加し、日本におけるスポーツ国際大会運営のモデルケースとなった。
日本国内のテレビ中継はNHKとサンテレビジョンが行った。サンテレビの中継は独立U局11局にネットした。

## 招致と選定の経緯
1981年1月頃より神戸市はユニバーシアード招致計画を日本ユニバーシアード委員会、日本オリンピック委員会と日本体育協会に打診し、ポートピア'81博覧会終了後の同年10月に立候補を表明。11月のFISU総会でリオデジャネイロ、インディアナポリス、ザグレブを抑え開催が決定した。ポートアイランドなどの都市開発、開発のため当時地方自治体としては珍しく欧州で発行していたマルク債、スイスフラン債などの神戸市債の実績及び知名度が貢献したとされる。
1985年ユニバーシアード神戸大会が決まると、当時日本サッカー協会理事及び日本オリンピック委員会常任理事でもあった岡野俊一郎が「日本サッカーにとって大学サッカーは重要」との考えから来日していた当時世界のスポーツ界に強い影響力を持っていた岡野の友人のホルスト・ダスラー(アディダス創始者アドルフ・ダスラーの息子)にユニバーシアード神戸大会からサッカーを正式競技にする為、助力を頼んだ。すると、ホルスト・ダスラーはニューヨークにいたこれまた岡野の友人でもある国際大学スポーツ連盟(FISU)会長のプリモ・ネビオロに電話をかけ、岡野に取り次いだ。岡野の依頼を承諾したネビオロFISU会長は、FISU実行委員会から最初反対を受けたが、ネビオロFISU会長が強引に規約を改正して、ユニバーシアード神戸大会から正式競技にした。以後、サッカーはユニバーシアードの正式競技となっていた。

## 競技と会場
- 開閉会式：神戸総合運動公園陸上競技場
- 陸上競技：神戸総合運動公園陸上競技場
- バスケットボール：神戸市立中央体育館、神戸王子体育館、神戸市外国語大学体育館、神戸市立神戸工業高等学校体育館
- フェンシング：神戸国際展示場
- 体操競技：ワールド記念ホール
- 競泳：神戸アイランドプール
- 飛込競技：神戸アイランドプール
- 水球：神戸王子プール、神戸アイランドプール
- テニス：神戸総合運動公園テニスガーデン
- バレーボール：ワールド記念ホール、川崎重工業神戸体育館、神戸製鋼中央体育館、甲南大学体育館、兵庫県立文化体育館、明石中央体育会館
- サッカー：神戸中央球技場、神戸市王子陸上競技場
- 柔道：兵庫県立文化体育館

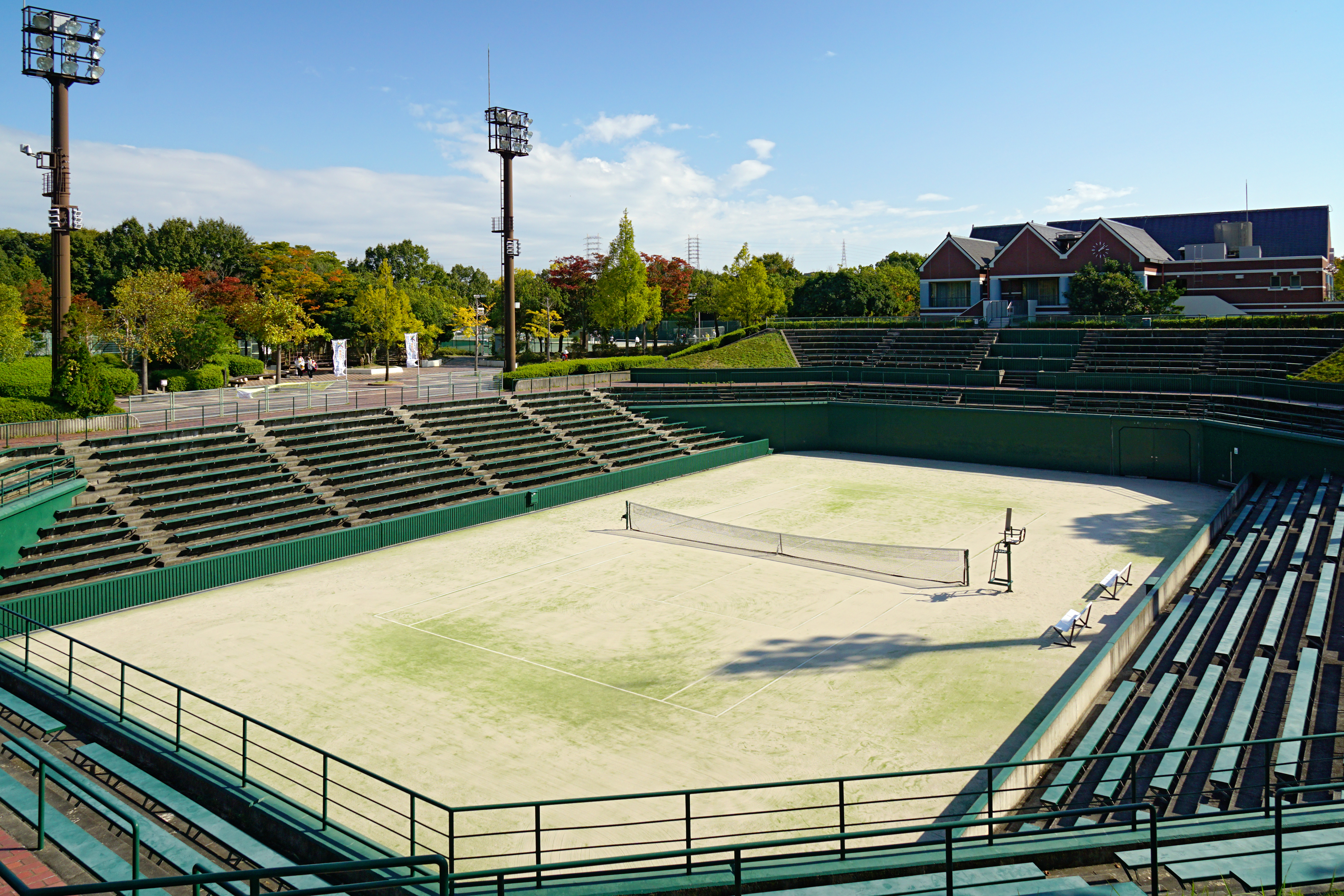
神戸総合運動公園テニスガーデン・センターコート
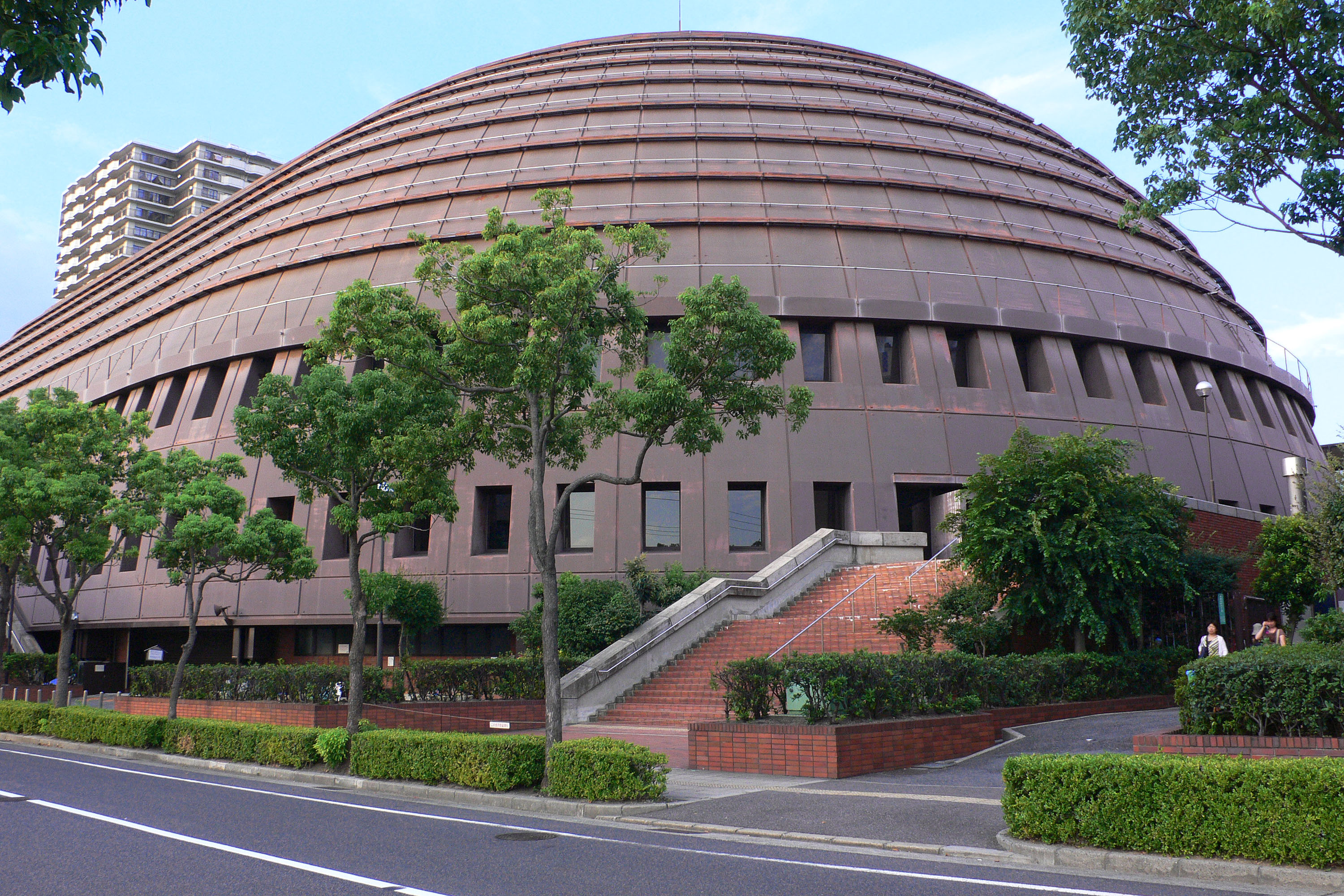
ワールド記念ホール

## ハイライト
陸上競技では走高跳でソ連のイゴール・パクリンが世界新記録(2m41)を樹立。男女混合で実施されたマラソンでは女子で深尾真美が地元優勝を果たした（このとき、日本の男子選手の中には深尾よりもゴールに遅れた選手がおり、別の意味で話題になった）。

## 各国・地域のメダル獲得数
| 順    | 国・地域                 | 金  | 銀  | 銅  | 計  |
| ----- | ------------------------ | --- | --- | --- | --- |
| 1     | ソビエト連邦             | 42  | 22  | 20  | 84  |
| 2     | アメリカ合衆国           | 23  | 22  | 24  | 69  |
| 3     | キューバ                 | 8   | 8   | 5   | 21  |
| 4     | 中国                     | 7   | 7   | 6   | 20  |
| 5     | ルーマニア社会主義共和国 | 6   | 7   | 6   | 19  |
| 6     | 日本                     | 6   | 3   | 7   | 16  |
| 7     | イタリア                 | 4   | 6   | 5   | 15  |
| 8     | ブルガリア               | 4   | 6   | 4   | 14  |
| 9     | オランダ                 | 3   | 1   | 4   | 8   |
| 10    | 北朝鮮                   | 3   | 1   | 3   | 7   |
| 10    | ポーランド               | 3   | 1   | 3   | 7   |
| 12    | 西ドイツ                 | 2   | 4   | 8   | 14  |
| 13    | オーストラリア           | 2   | 3   | 2   | 7   |
| 14    | 韓国                     | 2   | 1   | 5   | 8   |
| 15    | ナイジェリア             | 2   | 1   | 2   | 5   |
| 16    | ハンガリー               | 1   | 4   | 4   | 9   |
| 17    | イギリス                 | 1   | 2   | 3   | 6   |
| 18    | ブラジル                 | 1   | 2   | 2   | 5   |
| 19    | メキシコ                 | 1   | 1   | 0   | 2   |
| 20    | チェコスロバキア         | 1   | 0   | 1   | 2   |
| 20    | ジャマイカ               | 1   | 0   | 1   | 2   |
| 22    | カナダ                   | 0   | 6   | 6   | 12  |
| 23    | フランス                 | 0   | 5   | 3   | 8   |
| 24    | ユーゴスラビア           | 0   | 1   | 2   | 3   |
| 25    | ニュージーランド         | 0   | 1   | 0   | 1   |
| 25    | ポルトガル               | 0   | 1   | 0   | 1   |
| 25    | ウルグアイ               | 0   | 1   | 0   | 1   |
| 28    | コートジボワール         | 0   | 0   | 1   | 1   |
| 28    | モロッコ                 | 0   | 0   | 1   | 1   |
| Total | Total                    | 123 | 117 | 128 | 368 |

## 大会マスコット
ユニバーシアード1985神戸大会のマスコットは、手塚治虫によるもので、タンチョウヅルの「ユニタン」。

## イメージソング
「ビューティフル ライバル」（歌:早見優 / 作詞:三浦徳子 / 作曲:林哲司 / 編曲:茂木由多加）
- 1984年8月リリースの「Me☆セーラーマン」のB面。